# 侍從主義
侍從主義（英語：Clientelism 或 client politics），或译恩庇主義、庇护主义，是為了獲取政治支持而交換商品和服務等，通常涉及隱含或明確的交換條件。 該現象涉及被描述為贊助人（或譯恩庇者）、經紀人（或譯掮客）和客戶（或譯侍從者）的政治行動者群體之間的不對稱關係。在該現象中，有組織的少數群體或利益集團以犧牲公眾利益為代價。該現象可能與身份政治的動態有很強的相互作用。该現象的對立面是“企業家”政治或信念政治（英語：Conviction politics）。
儘管已提出許多關於該現象的定義，但根據政治學者艾倫·希肯（Allen Hicken）的說法，一般認為該現象關係有四個關鍵要素：
- 二元（英語：Dyadic）關係：簡單地說，這些是雙向關係。
- 偶然性（英語：Contingency）：政治家或經紀人向公民提供的服務，取決於公民代表政治家或政黨接受服務的行為
- 等級制度（英語：Hierarchy）：政治家或政黨的權力地位高於公民
- 迭代（英語：Iteration）：這種關係不是一次性的交換，而是持續的[3]

偶然性和迭代是大多數該現象定義中共有的兩個組成部分。
Richard Graham曾將該現象定義為一連串基於「你拿那，我拿這」為原則的行為，然後彼此因為對方的支持來得到好處，互利共生。
有時，民眾以對特定政治團體或個人的支持，換取該團體或個人在掌握政治資源後予以的（公共政策等方面）回饋，也被認定屬於該現象的一種，甚至同時被認定屬於分贓政治。

## 侍從媒體
侍從媒體指的是在威權體制下，與威權政府保持默契，彼此互利共生，和威權政府建立如「保護主—侍從」關係的民營媒體。侍從媒體為侍從主義表現在威權政府與民營媒體間，對於該民營媒體的稱呼。 
由於媒體是政府與社會間溝通的重要橋梁，所以威權政府會要求其侍從媒體透過媒體操控的技巧來控制社會輿論，保護威權政府的政權，並且以許多有利於侍從媒體營利的政策作為回報，例如：提供資金補貼、修法圖利其侍從媒體、
有時，侍從媒體會為了表現出與黨報的差異，選擇在社會大眾的民意明顯偏向某方的時候，選擇跟社會大眾站在一起，並勸諫執政者要容忍異議，採取改革，「因為時代的潮流已經不可擋」。由於這樣「選擇性」的公正客觀，導致新聞舞台上，舉目所及都是社會上的既得利益者或權力新貴；異議人士和弱勢團體則受到冷落，無法得到侍從媒體關愛的眼神。

### 台灣
就媒體業而言，台灣曾經的侍從媒體報業有：聯合報系及中國時報，兩個都是受惠於中國國民黨扶植而得以壯大的報紙集團，1995年起自由時報在民主進步黨的扶植下也成為該黨的侍從媒體。而它們長期以來的編輯傾向大多呈現一言堂的情況，即便在報業自由化的時代，這些因侍從而起的大規模媒體集團之所有人，仍因介入政治鬥爭，而將手上的媒體公器私用，提供一面倒的消息或言論給社會大眾。因此部分台灣侍從主義所致的台灣媒體產權集中化，導致台灣戒嚴解除後的媒體環境仍然讓新興小媒體的生存空間被少數幾個侍從媒體集團抑制，所以對台灣而言，報禁解除同時，無形中反倒是為台灣又扣上了一個新報禁。

### 歐洲與拉丁美洲
希臘、西班牙、葡萄牙和巴西、哥倫比亞、墨西哥等國則因為文化上都具有評論式報導的傳統，曾經出現過侍從媒體。隨著民主化，侍從媒體轉而被資金雄厚的政治人物利用龐大資金，組成政治聯盟來操控，以擷取政治利益。不過其中許多國家的公民社會後來對於這樣的媒體，已經普遍出現「反對具有政治傾向」的省思浪潮。

## 註解
1. ↑  詳見1968年9月底10月初，中華民國境內的《聯合報》及《中國時報》的社論